# Xiuladora de Gilbert
La xiuladora de Gilbert(Pachycephala inornata) és una espècie d'ocell de la família dels paquicefàlids (Pachycephalidae) que habita zones àrides del sud-oest d'Austràlia Occidental, del sud d'Austràlia Meridional, sud de Nova Gal·les del Sud i nord de Victòria.